# 孔德倫
孔德倫（?—?），表字大经，唐朝时兖州曲阜县人。孔子三十三代孫，孔文泰玄孙，孔渠曾孙，孔長孫之孙，孔嗣悊之子。
武德九年（626年），唐高祖李渊封孔德倫为褒圣侯。贞观十一年（637年）六月，唐太宗李世民下诏令褒圣侯孔德伦在朝会时，位同三品，食邑百户。武周天授元年（690年），武则天赐给孔德伦敕书和时服。孔德伦七十一岁去世，有儿子二人为孔崇基、孔子叹（其子孔贤是孔氏宁陵派始祖）。

## 参看
- 孔子
- 孔子世家大宗世系
- 孔子世系
- 孔子世家大宗世系图
- 孔子世家总世系图 (中兴祖前)